# توزیع برنولی
توزیع برنولی، توزیعی گسسته است که نام آن از نام دانشمند سوئیسی ژاکوب برنولی گرفته شده‌است. توزیع برنولی یک توزیع گسسته است که مقادیر یک (در صورت موفقیت آزمایش ) و صفر را (در صورت شکست) می‌گیرد. احتمال موفقیت آزمایش برابر p است و احتمال شکست آن برابر q=1-p است. بنابراین اگر X یک متغیر تصادفی با توزیع برنولی باشد داریم:
{\displaystyle \Pr(X=1)\!} {\displaystyle \;1-\Pr(X=0)=\!} {\displaystyle 1-q=p.\!}
و تابع توزیع (pmf) آن به صورت زیر خواهد بود:
{\displaystyle f(k;p)=\left\{{\begin{matrix}p&{\mbox{if }}k=1,\\1-p&{\mbox{if }}k=0,\\0&{\mbox{otherwise.}}\end{matrix}}\right.}
امید ریاضی این توزیع برابر p و واریانس آن برابر (p(1-p است.
کشیدگی این توزیع برای مقادیر p نزدیک به صفر یا یک، به سمت بی‌نهایت میل می‌کند و برای p=۰٫۵ کمترین مقدار کشیدگی را خواهیم داشت.
توزیع برنولی جزء خانواده نمایی طبقه‌بندی می‌شود.

## توزیع‌های مرتبط
اگر {\displaystyle X_{1},..,X_{n}} متغیرهای تصادفی با توزیع برنولی با پارامتر یکسان و مستقل باشند، آنگاه متغیر تصادفی {\displaystyle Y=\sum _{k=1}^{n}X_{k}\sim \mathrm {Binomial} (n,p)} یک توزیع دوجمله‌ای خواهد بود. در واقع توزیع برنولی همان توزیع دوجمله‌ای با پارامتر n=۱ یعنی  {\displaystyle \mathrm {Binomial} (1,p)} خواهد بود.
در واقع، تابع جرم توزیع دوجمله ای به صورت زیر می‌باشد.
{\displaystyle P(x)={\binom {n}{x}}p^{x}(1-p)^{n-x}}